# Stogovci, Majšperk
Stogovci so razloženo naselje ob reki Dravinji, južno od Ptujske Gore v Občini Majšperk. 
Ob cesti proti Ptujski Gori stoji kamniti steber, postavljen v spomin na živinsko kugo leta 1642. Območje spada pod Štajersko pokrajino in Podravsko statistično regijo.